# کیشوت
کیشوت (UK: ‎/kiːʃɒt/‎ kee-SHOT , فرانسوی: [ki. ʃɔt]) رمانی منتشر شده در سال ۲۰۱۹ توسط سلمان رشدی است. این چهاردهمین رمان اوست که در ۲۹ اوت ۲۰۱۹ توسط جاناتان کیپ در انگلستان و کتاب‌های پنگوئن در هند منتشر شد. این نسخه در ۳ سپتامبر ۲۰۱۹ توسط ایالات متحده توسط راندوم هاوس منتشر شد. با الهام از میگل د سروانتس، رمان کلاسیک دن کیشوت، عنوان این رمان کیشوت است.
این رمان نقدهای مطلوبی را دریافت کرد و در فهرست جایزه بوکر ۲۰۱۹ قرار گرفت.